# El Alto San Cristóbal
El Alto San Cristóbal es una ranchería del municipio de Huatabampo ubicada en el sur del estado mexicano de Sonora, en la zona del valle del río Mayo. Según los datos del Censo de Población y Vivienda realizado en 2010 por el Instituto Nacional de Estadística y Geografía (INEGI), El Alto San Cristóbal tiene un total de 304 habitantes.

## Geografía
El Alto San Cristóbal se sitúa en las coordenadas geográficas 26°50′44″ de latitud norte y 109°34′42″ de longitud oeste del meridiano de Greenwich, a una elevación de 12 metros sobre el nivel del mar.